# Maxi Glamour
Maxi Glamour es una artista drag multidisciplinaria no binaria de St. Louis, Missouri, y la autodenominada "Reina demonio de la polca y el baklava". Fue concursante de la tercera temporada de The Boulet Brothers' Dragula.

## Carrera

### Qu'art
Glamour fundó Qu'art con sede en St. Louis en 2014 y organiza espectáculos que promueven la diversidad en la escena de las artes queer, citando PLUR (Peace Love Unity Respect) de la escena raver como una influencia. Glamour habla abiertamente sobre la falta de artistas negros en los eventos queer en el área de St. Louis y ha dicho: "Si eres un productor y no estás poniendo a personas negras en tu programa, tal vez no deberías producir." Glamour también aboga por artistas transgénero, AFAB, y personas no negras de color. Para promover la educación cívica y política, cada evento de Qu'art incluye un panel que presenta a líderes comunitarios, activistas y artistas que hablan sobre temas que afectan las vidas queer.
Glamour también se ha manifestado completamente en Drag, incluso frente a la casa de la exalcaldesa Lyda Krewson. Glamour creó una petición para pedir la dimisión de Krewson y luego organizó un debate centrado en temas LGBTQ+ locales para las elecciones a la alcaldía de St. Louis de 2021.

### Dragula
Glamour fue la primera artista drag de St. Louis en aparecer en una importante competencia de drag televisada. Su debut internacional fue en la temporada 3 de The Boulet Brothers' Dragula en 2019. Participó en el desafío de eliminación del primer episodio, que involucró paracaidismo como drag, y fue eliminada en el cuarto episodio.

### Música
Glamour toca la flauta y otros instrumentos. Firmó con el sello independiente Trans Trenderz para un álbum debut experimental, Modernadada, lanzado en 2021. Q Review describe el álbum como un "grito de batalla" y una alegoría para la autorrealización.

## Influencias
Glamour reivindica influencias del movimiento dadaísta y del artista Marcel Duchamp. Llama a su propia forma de arte "Modernadada".